# Agylla galactina
Agylla galactina là một loài bướm đêm thuộc phân họ Arctiinae, họ Erebidae.